# NGC 2924
NGC 2924 est une galaxie elliptique située dans la constellation de l'Hydre. NGC 2924 a été découverte par l'astronome britannique John Herschel en 1836.

## Caractéristiques
Sa vitesse par rapport au fond diffus cosmologique est de 4 920 ± 27 km/s, ce qui correspond à une distance de Hubble de 72,6 ± 5,1 Mpc (∼237 millions d'al).
À ce jour, trois mesures non basées sur le décalage vers le rouge (redshift) donnent une distance de 32,900 ± 18,720 Mpc (∼107 millions d'al), ce qui est nettement à l'extérieur des valeurs de la distance de Hubble. Notons que c'est avec la valeur moyenne des mesures indépendantes, lorsqu'elles existent, que la base de données NASA/IPAC calcule le diamètre d'une galaxie et qu'en conséquence le diamètre de NGC 2924 pourrait être d'environ 31,2 kpc (∼102 000 al) si on utilisait la distance de Hubble pour le calculer.